# Sahura
Sahura (que significa «El que está cerca de Ra») fue un faraón del Antiguo Egipto y el segundo gobernante de la Quinta Dinastía. Reinó durante unos 12 o 14 años a principios del siglo 25 a. C. entre  2487 a. C. a  2473 a. C., durante el período del Imperio Antiguo. Se considera que su reinado marca el punto álgido político y cultural de la Quinta Dinastía. Probablemente era el hijo de su predecesor Userkaf con la Reina Neferhetepes II, y a su vez fue sucedido por su hijo Neferirkara Kakai.
Durante su gobierno, Egipto tenía importantes relaciones comerciales con la costa levantina. Lanzó varias expediciones navales al Líbano moderno para adquirir cedros, esclavos y artículos exóticos. Su reinado pudo haber sido testigo del florecimiento de la armada egipcia, que incluía una flota de alta mar, así como barcos de carreras especializados. Confiando en esto, ordenó la primera expedición certificada a la tierra de Punt, que trajo grandes cantidades de mirra, malaquita y electro. Sahura se muestra celebrando el éxito de esta empresa en un relieve de su templo mortuorio que lo muestra cuidando un árbol de mirra en el jardín de su palacio llamado «El esplendor de Sahura se eleva al cielo». Este relieve es el único en el arte egipcio que representa a un rey que cultiva un huerto. Sahura envió más expediciones a las minas de turquesa y cobre en el Sinaí. También ordenó campañas militares contra los jefes libios en el desierto occidental, trayendo de vuelta el ganado a Egipto.
Sahure hizo construir una pirámide para él en Abusir, abandonando así las necrópolis reales de Saqqara y Guiza, donde sus predecesores habían construido sus monumentos. Esta decisión posiblemente fue motivada por la presencia del templo solar de Userkaf en Abusir, el primer templo de la Quinta Dinastía. La Pirámide de Sahura es mucho más pequeña que las pirámides de la Cuarta Dinastía, pero la decoración y la arquitectura de su templo mortuorio son más elaboradas. El templo del valle, la calzada y el templo mortuorio de su complejo piramidal alguna vez estuvieron adornados con más de 10,000 m² de exquisitos relieves policromados, que representan la forma más alta alcanzada por este arte durante el período del Imperio Antiguo. Los antiguos egipcios reconocieron este logro artístico particular y trataron de emular los relieves en las tumbas de reyes y reinas posteriores. Los arquitectos del complejo piramidal de Sahura introdujeron el uso de columnas palmiformes (es decir, columnas cuya capitel tiene la forma de hojas de palma), que pronto se convertiría en un sello distintivo de la arquitectura egipcia antigua. El diseño de su templo mortuorio también fue innovador y se convirtió en el estándar arquitectónico para el resto del período del Imperio Antiguo. También se sabe que Sahura construyó un templo solar llamado «El campo de Ra», y aunque aún no se ha localizado, presumiblemente también está en Abusir.
Sahura fue objeto de un culto funerario, cuyas ofrendas de alimentos fueron proporcionadas inicialmente por fincas agrícolas establecidas durante su reinado. Este culto oficial patrocinado por el estado perduró hasta el final del Imperio Antiguo. Posteriormente, durante el período del Imperio Medio, Sahura recibió veneración como una figura ancestral real, pero su culto ya no tenía sacerdotes dedicados. Durante el Imperio Nuevo, se equiparó a Sahura con una forma de la diosa Sejmet por razones desconocidas. El culto a «Sejmet de Sahura» tenía sacerdotes y atraía visitantes de todo Egipto al templo de Sahura. Este culto inusual, que se celebró mucho más allá de Abusir, persistió hasta el final del período ptolemaico casi 2500 años después de la muerte de Sahura.

## Familia

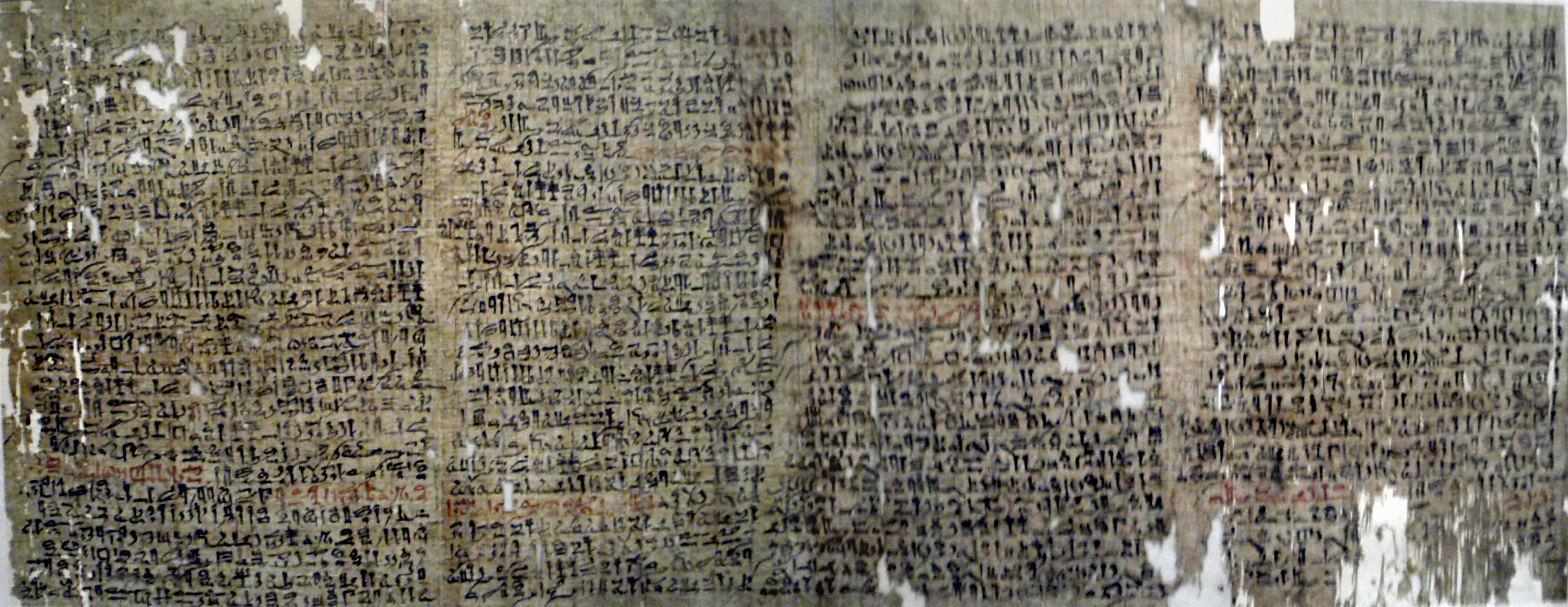
El papiro Westcar, que data de la XVII dinastía, pero que probablemente se escribió por primera vez durante la XII dinastía, cuenta el mito de los orígenes de la Quinta dinastía.

### Linaje
Las excavaciones en la pirámide de Sahura en Abusir bajo la dirección de Miroslav Verner y Tarek El-Awady a principios de la década de 2000 proporcionan una imagen de la familia real de principios de la Quinta Dinastía. En particular, los relieves de la calzada que une el valle y los templos mortuorios del complejo piramidal revelan que la madre de Sahura era la reina Neferhetepes II. Ella era la esposa del faraón Userkaf, como lo indica la ubicación de su pirámide inmediatamente adyacente a la de Userkaf, y llevaba el título de «madre del rey». Esto hace que Userkaf sea el padre de Sahura con toda probabilidad. Esto se ve reforzado por el descubrimiento del cartucho de Sahura en el templo mortuorio de Userkaf en Saqqara, lo que indica que Sahura terminó la estructura probablemente iniciada por su padre.
Esto contradice teorías alternativas más antiguas según las cuales Sahura era el hijo de la reina Jentkaus I, que se cree que es la esposa del último faraón de la Cuarta Dinastía, Shepseskaf y un hermano de Userkaf o Neferirkara.

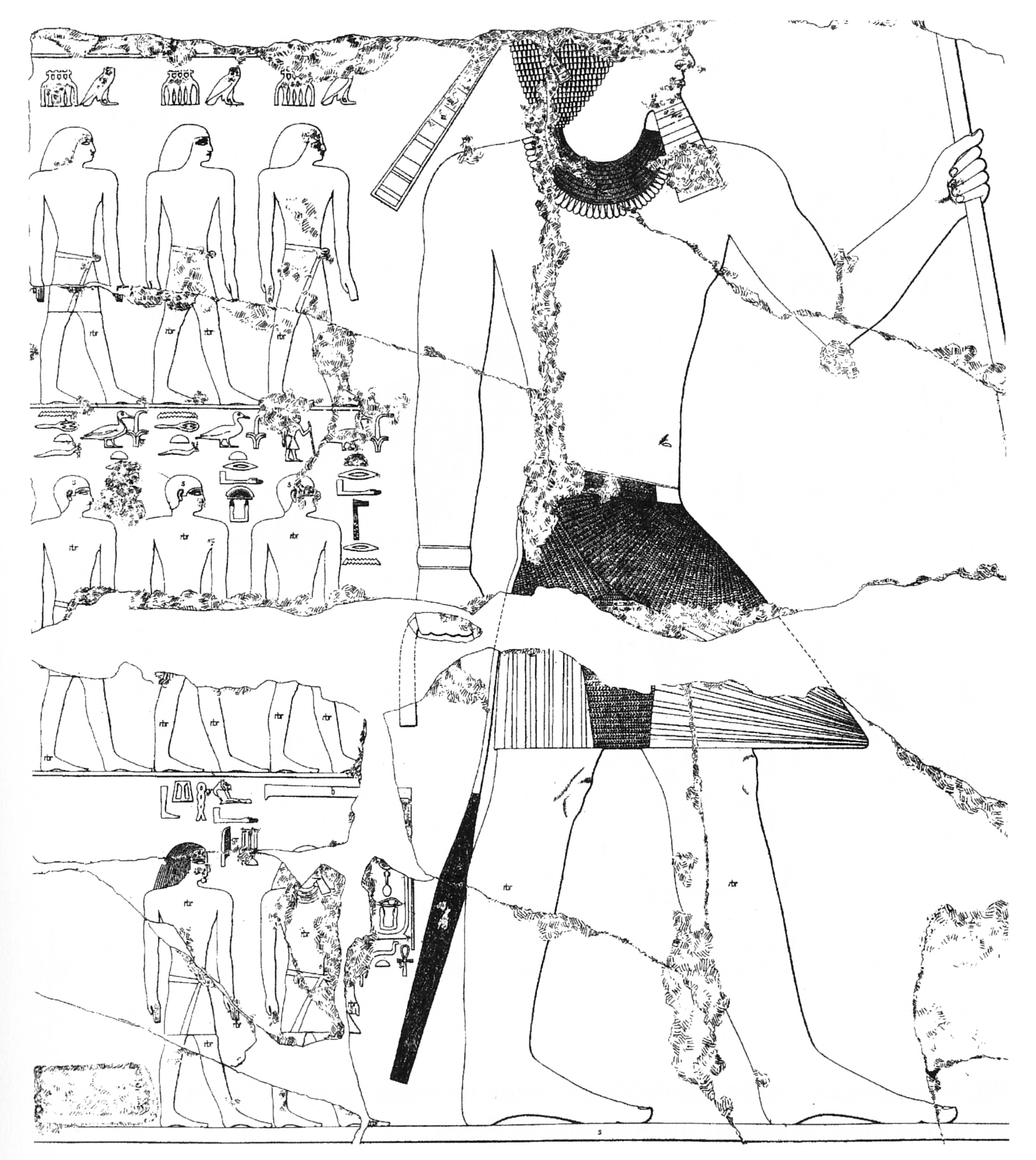
La figura de Sahura se eleva junto a las de sus hijos, incluidos Netjerirenre, Khakare y Neferirkara Kakai, en un relieve de su templo mortuorio.

### Hijos
Se sabe que a Sahura le sucedió Neferirkara Kakai, quien hasta 2005 se creía que era su hermano. Ese año, un relieve que originalmente adornaba la calzada de la pirámide de Sahura y lo mostraba sentado frente a dos de sus hijos, Ranefer y Netjerirenre, fue descubierto por Verner y otro egiptólogo, Tarek El-Awady. Junto al nombre de Ranefer se había agregado el texto «Neferirkara Kakai, rey del Alto y Bajo Egipto», lo que indica que Ranefer era el hijo de Sahura y había asumido el trono bajo el nombre de «Neferirkara Kakai» a la muerte de su padre. Dado que tanto Ranefer como Netjerirenre reciben los títulos de «hijo mayor del rey», Verner y El-Awady especulan que podrían haber sido gemelos con Ranefer nacido primero. Proponen que Netjerirenre podría haber tomado el trono por un breve reinado bajo el nombre de «Shepseskara», aunque esto sigue siendo conjetural. El mismo relieve representa aún más a la reina Meretnebty, que probablemente era la consorte de Sahura y la madre de Ranefer y Netjerirenre. Se muestran tres hijos más, Khakare, Horemsaf y Nebankhre en relieves del templo mortuorio de Sahura, pero se desconoce la identidad de su(s) madre(s).
Netjerirenre tenía varios títulos religiosos correspondientes a puestos de alto rango en la corte y que sugieren que pudo haber actuado como visir de su padre. Esto se debate, ya que Michel Baud señala que en el momento de Sahura, el desalojo de los príncipes reales del vizierate estaba en curso, si no se había completado.

## Reinado

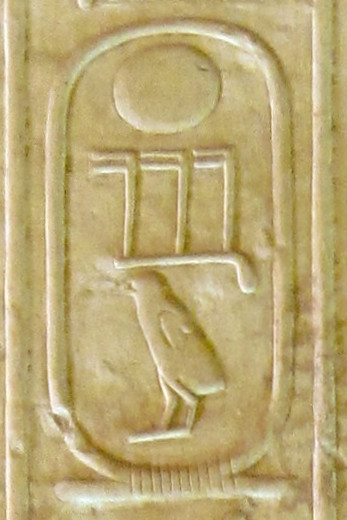
Cartucho de Sahura en la lista real de Abidos.

### Cronología

#### Cronología relativa
La cronología relativa del reinado de Sahura está bien establecida por los registros históricos, los artefactos contemporáneos y las evidencias arqueológicas, que coinciden en que sucedió a Userkaf y a su vez fue sucedido por Neferirkara Kakai. Una fuente histórica que apoya este orden de sucesión es la Aegyptíaka (Αἰγυπτιακά), una historia de Egipto escrita en el siglo III a. C. durante el reinado de Ptolomeo II (283 - 246 a. C.) por Manetón. No han sobrevivido copias de Aegyptíaka y ahora solo se conoce a través de escritos posteriores de Sexto Julio Africano y Eusebio. Según el erudito bizantino George Syncellus, Africano escribió que Aegyptíaca mencionó la sucesión «Usercherês → Sephrês → Nefercherês» al comienzo de la Quinta Dinastía. Se cree que Usercherês, Sephrês (en griego, Σϵϕρής) y Nefercherês son las formas helenizadas de Userkaf, Sahura y Neferirkara, respectivamente. La reconstrucción de Manetón de principios de la Quinta Dinastía está de acuerdo con las que se dan en dos fuentes históricas más, la lista real de Abidos donde el cartucho de Sahura está en la entrada 27 y la lista real de Saqqara donde el nombre de Sahura aparece en la entrada 33. Estas listas de reyes fueron escritas durante los reinados de Seti I y Ramsés II, respectivamente.

#### Duración
El canon de Turín, una lista de reyes escrita durante la Dinastía XIX a principios de la época ramésida (1292-1189 a. C.), lo acredita con un reinado de doce años, cinco meses y doce días. En contraste, el annal real casi contemporáneo de la Quinta Dinastía, conocido como la Piedra de Palermo, registra sus años segundo, tercero, quinto y sexto en el trono, así como su último año 13 o 14 de reinado e incluso registra el día de su muerte como 28 de Shemu I, que corresponde al final del noveno mes. En conjunto, estas informaciones indican que el anal real de la Quinta Dinastía registró un reinado de 13 años 5 meses y 12 días para Sahura, solo un año más que el dado por el Canon de Turín y cercano a la cifra de 13 años dada en la Aegyptíaca de Manetón.
Sahura aparece en otros dos registros históricos: en la tercera entrada de la lista real de Karnak, que se hizo durante el reinado de Tutmosis III (1479-1425 a. C.) y en la 26ª entrada de la lista real de Saqqara que data del reinado de Ramsés II ( 1279-1213 a. C.). Ninguna de estas fuentes da la duración de su reinado. Las fechas absolutas del reinado de Sahura son inciertas, pero la mayoría de los estudiosos datan de la primera mitad del siglo 25 a. C., ver nota 1 para más detalles.

### Actividades en el extranjero

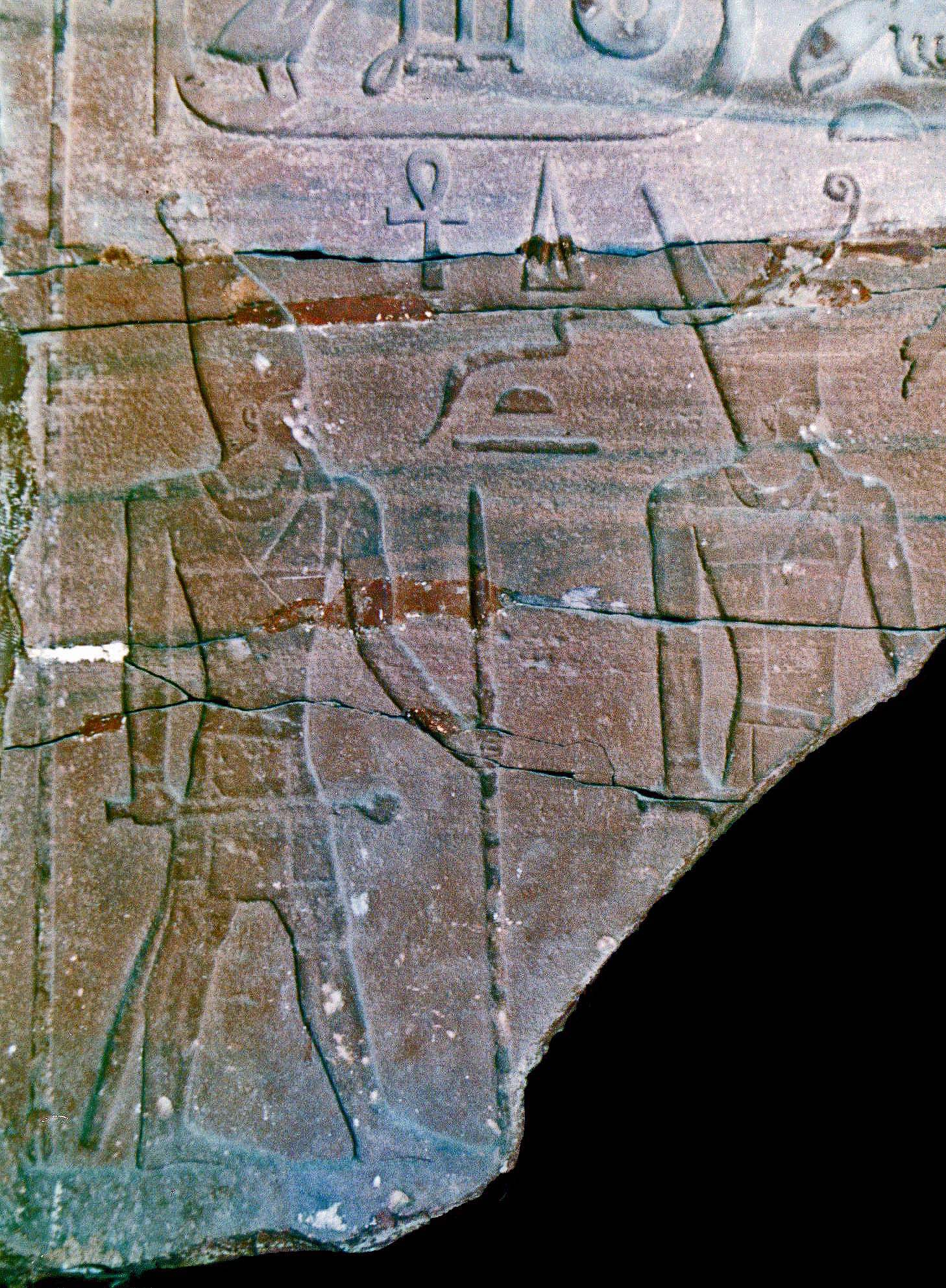
Relieve de Sahura en Uadi Maghara.

#### Comercio y tributo
Los registros históricos y los artefactos sobrevivientes sugieren que los contactos con tierras extranjeras fueron numerosos durante el reinado de Sahura. Además, estos contactos parecen haber sido principalmente de naturaleza económica más que militar. Los relieves de su complejo piramidal muestran el regreso de una expedición naval al Líbano, los botes cargados de troncos de cedros preciosos. Otros barcos están representados cargados de «asiáticos», tanto adultos como niños que eran esclavos o comerciantes, saludando a Sahura:
¡Salve, oh Sahura! Dios de los vivos, ¡contemplamos tu belleza!.
El mismo relieve sugiere fuertemente que los intérpretes estaban a bordo de los barcos, encargados de las traducciones para facilitar el comercio con tierras extranjeras. Un relieve, exclusivo del arte egipcio, representa a varios osos pardos sirios, presumiblemente traídos también de la costa levantina por barcos marítimos. Estos osos aparecen en asociación con 12 frascos de un asa pintados de rojo de Siria. Los egiptólogos Karin Sowada y William Stevenson Smith han propuesto que, tomados en conjunto, es probable que los osos y las jarras constituyan un tributo.
Los contactos comerciales con Biblos tuvieron lugar durante el reinado de Sahura. Las excavaciones del templo de Baalat-Gebal arrojaron un cuenco de alabastro con el nombre de Sahura. El diseño de la cuarta fase de este templo podría incluso haber sido influenciado por la arquitectura del templo del valle de Sahura, aunque esto sigue siendo debatido. Hay más pruebas que corroboran el comercio con el Levante más amplio durante la Quinta Dinastía, varios vasos de piedra se inscribieron con cartuchos de faraones de esta dinastía descubiertos en el Líbano. Tanto es así que el arqueólogo Gregory Mumford señala el hecho de que «Sahura es [el] rey [a] mejor atestiguado para las relaciones internacionales» y tiene el mayor número de textos inscritos en el Sinaí proporcionalmente a su extensión de reinado.
En su último año, Sahura envió la primera expedición documentada a la legendaria tierra de Punt, probablemente a lo largo de la costa somalí. La expedición, que se supone que salió de Egipto del puerto de Mersa Gawasis, según aparece en la Piedra de Palermo, donde se dice que regresó con 80 000 de una medida no especificada de mirra, junto con malaquita, 6000 medidas de electrum y 2600 o 23,020 duelas, posiblemente hechas de ébano. En su último año, envió otra expedición al extranjero, esta vez a las minas de cobre y turquesa de Uadi Maghara y Wadi Kharit en Sinaí, que habían estado activas desde al menos el comienzo de la Tercera Dinastía. Esta expedición, también mencionada por la piedra de Palermo, trajo más de 6000 unidades de turquesa a Egipto y produjo dos relieves en el Sinaí, uno de los cuales muestra a Sahura en el acto tradicional de golpear a los asiáticos y jactarse de «El Gran Dios golpea a los asiáticos de todos los países». Paralelamente a estas actividades, las canteras de diorita cerca de Abu Simbel fueron explotadas durante todo su reinado.

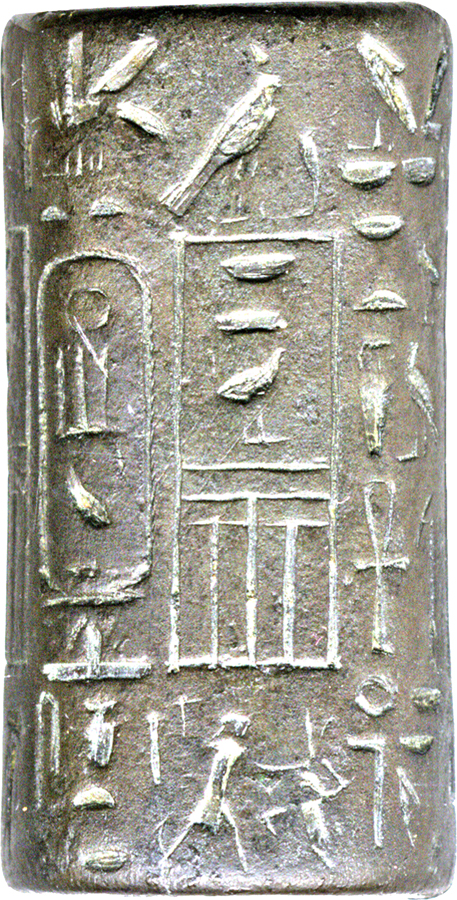
Sello cilíndrico de plata del rey Sahura, Museo Walters.

#### Campañas militares
La carrera militar de Sahura se conoce principalmente por los relieves en su complejo mortuorio. Aparentemente consistió en campañas contra los libios de Tjemehu, una tierra posiblemente ubicada en el desierto del norte occidental. Se dice que estas campañas han producido ganado en grandes cantidades y se muestra a Sahura golpeando a los jefes locales. La veracidad histórica de estas representaciones permanece en duda ya que tales representaciones son parte de la iconografía estándar destinada a exaltar al rey. La misma escena del ataque libio se usó doscientos años después en el templo mortuorio de Pepi II (2284 - 2184 a. C.) y en el templo de Taharqo en Kawa, construido unos 1800 años después de la vida de Sahura. En particular, se citan los mismos nombres para los jefes locales. Por lo tanto, es posible que también estuviera copiando una representación incluso anterior de esta escena. No obstante, Sahura nominó a varios supervisores de la región del Delta del Nilo Occidental, una decisión importante ya que estos funcionarios ocuparon un puesto administrativo que existió solo de manera irregular durante el período del Imperio Antiguo y que probablemente sirvió para proporcionar «regulación del tráfico a través de la frontera egipcio-libia». Al mismo tiempo, su templo mortuorio presenta la primera mención conocida de piratas que asaltan el Delta del Nilo, posiblemente desde la costa de Epiro.
Las pretensiones de Sahura con respecto a las tierras y riquezas que rodean Egipto están encapsuladas en varios relieves de su templo mortuorio que muestran al dios Ash diciéndole al rey «Te daré todo lo que hay en esta tierra [de Libia]», «Te doy a todos los pueblos hostiles con todas las provisiones que hay en tierras extranjeras» y «Te doy todas las tierras extranjeras occidentales y orientales con todos los arqueros Iuntiu y Montiu que están en cada tierra».

### Actividades en Egipto

#### Actividades religiosas

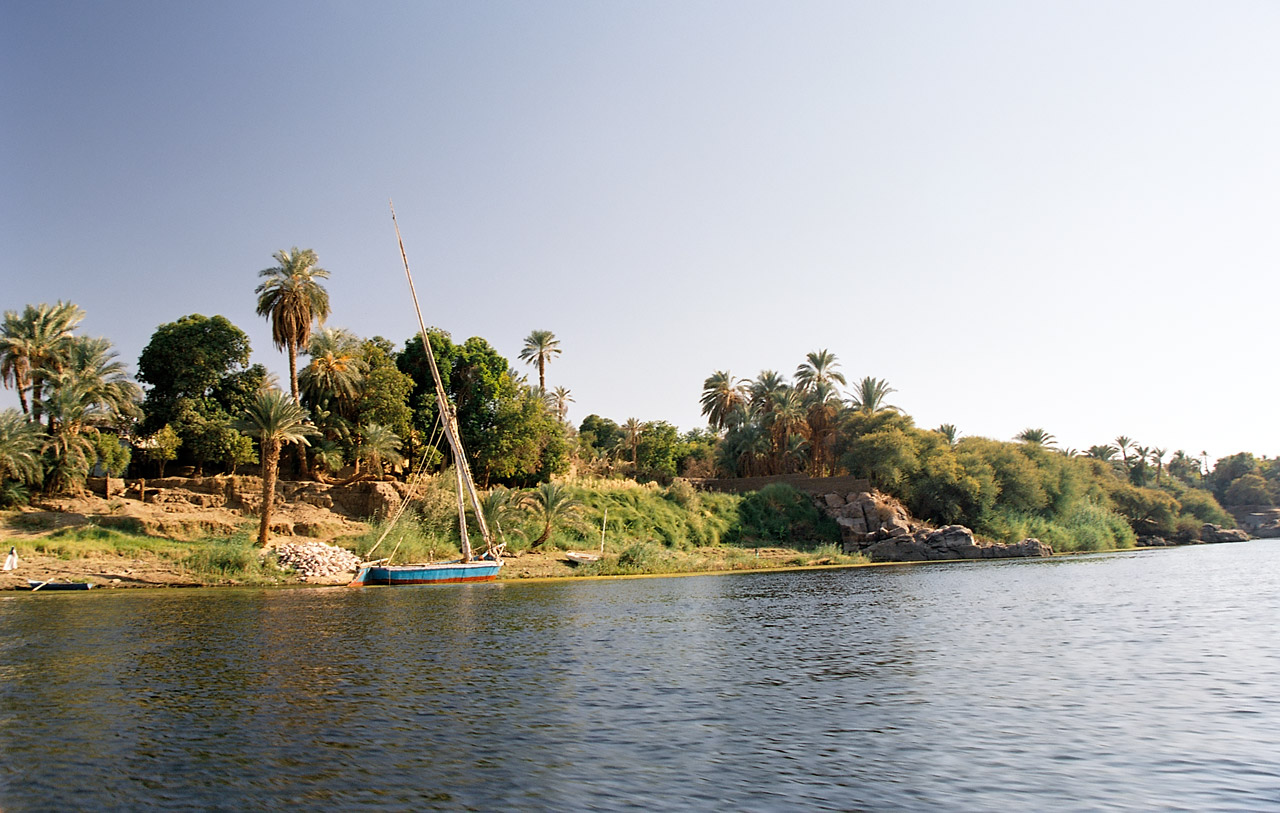
Sahura pudo haber visitado Elefantina al principio de su reinado.

La mayoría de las actividades de Sahura en Egipto, registradas en la Piedra de Palermo, son de naturaleza religiosa. Este anal real registra que en el «año de la primera vez que viajó por el mundo», Sahura viajó a la fortaleza de Elefantina, donde pudo haber recibido la sumisión de los jefes nubios en un acto ceremonial relacionado con el comienzo de su reinado. También se informa de la creación de seis estatuas del rey, así como de las subsecuentes ceremonias de apertura de la boca. Durante su quinto año en el trono, la Piedra de Palermo menciona la construcción de una barca divina, posiblemente en Heliópolis, el nombramiento de 200 sacerdotes y la cantidad exacta de ofrendas diarias de pan y cerveza que el rey fijó para Ra (138, 40 y 74 medidas en tres templos), Hathor (4 medidas), Nejbet (800 medidas) y Uadyet (4 800 medidas). También se registran donaciones de tierras a los templos, de entre 1 y 204 aruras (de 0.7 a casi 140 acres). En cuanto al Bajo Egipto, el registro en la piedra correspondiente a este reinado ofrece la mención más antigua que se conoce de la ciudad de Atribis, en la región del Delta.
Otro indicio de actividades religiosas radica en que es el primer rey conocido que utilizó el título egipcio de Nb írt-ḫt. Este título, que posiblemente significa «Señor de hacer cosas efectivas», indica que él realizaba personalmente actividades de culto físicas para asegurar la existencia y persistencia de la Maat, el concepto egipcio de orden y justicia. El título permaneció en uso hasta la época de Herihor, unos 1500 años después. Su reinado es también el más antiguo del que se tiene constancia de que se celebrara la ceremonia de la «conducción de los terneros». Esto es significativo en el contexto de la progresiva aparición del culto a Osiris a lo largo de la Quinta Dinastía, ya que esta ceremonia se convirtió posteriormente en una parte integral del mito de Osiris. En épocas posteriores, la ceremonia correspondía a la trilla de Osiris por parte de Seth, quien hacía que los terneros pisotearan los campos de cebada.
Sahura reorganizó el culto de su madre, Neferhetepes II, cuyo complejo mortuorio había sido construido por Userkaf en Saqqara. Añadió un pórtico de entrada con cuatro columnas al templo de ella, de modo que la entrada ya no miraba hacia la pirámide de Userkaf.

## Testimonios de su época
Construcciones

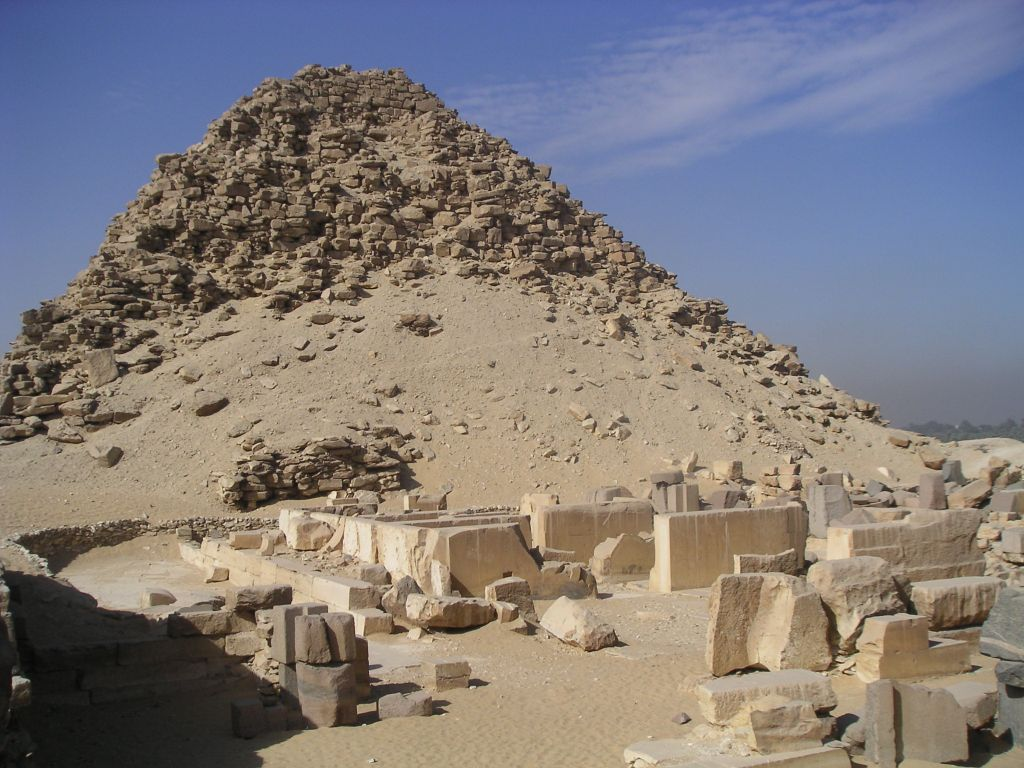
Pirámide de Sahura en Abusir.

Erigió una pirámide en Abusir, de 50 metros de altura, conformada por capas de piedra caliza, arena y cascotes, con un revestimiento de piedra caliza con caras lisas; la cámara funeraria contenía fragmentos de un sarcófago de basalto. 
Una calzada procesional, de 235 metros, la vinculaba al templo del valle, muy simple, a modo de pórtico con columnas palmiformes de granito, y un embarcadero. Los bajorrelieves de los muros mostraban representaciones de la fiesta Sed y al faraón Sahura pescando y cazando.
Sahura también ordenó construir un Templo Solar, Sejet-Ra, del que no se han encontrado restos y un palacio que se llamaba Uetjes-Neferu-Sahura.
Estatuas
Se puede contemplar una estatua sedente del rey, de procedencia desconocida, en el Metropolitan Museum de New York.
En abril de 2015, unos arqueólogos belgas encontraros restos de la estatua del faraón en El Kab.
Sahura es mencionado en:

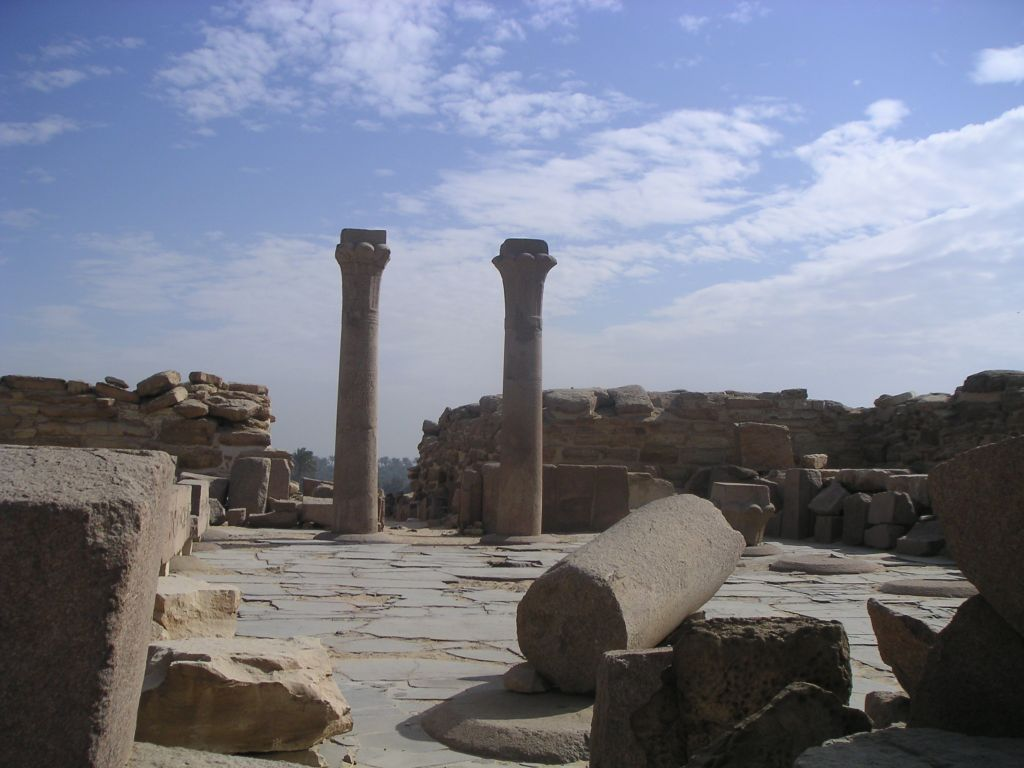
Templo de Sahura en Abusir.

- la biografía de Perisen, en su tumba de Saqqara (Sethe)
- la biografía de Nianjsajment, en su puerta falsa de Saqqara (Sethe)
- la tumba de Sejemkara en Guiza (Sethe)
- la tumba de Nisutpunecher en Guiza (Sethe)
- Inscripciones en Uadi Maghara (Sinaí) (Gardiner/Peet/Cerný)
- Hoja del oro de un trono encontrado en Dorak (Turquía) (Smith)

Sellos:
- Impresiones de sello de Buhen (Museo Petrie)
- Impresión de sello UC11769 (Museo Petrie)

## Titulatura
| Titulatura | Jeroglífico | Transliteración (transcripción) - traducción - (referencias) |

| G5 |

| G5 |

| V30 · N28 | G43 |

| V30 · N28 | G43 |

| V30 · N28 | G43 |

| V30 · N28 | G43 |

| G5 |

| G5 |

| V30 · N28 | G43 |

| V30 · N28 | G43 |

| V30 · N28 | G43 |

| V30 · N28 | G43 |

| G16 |

| G16 |

| V30 · N28 | G43 |

| V30 · N28 | G43 |

| G16 |

| G16 |

| V30 · N28 | G43 |

| V30 · N28 | G43 |

| G8 |

| G8 |

| \| \| | G7 · G7 · S12 |
|       |               |

|  |

| \| \| | G7 · G7 · S12 |
|       |               |

|  |

| G8 |

| G8 |

| \| \| | G7 · G7 · S12 |
|       |               |

|  |

| \| \| | G7 · G7 · S12 |
|       |               |

|  |

| N5 | D61 | G43 |

| N5 | D61 | G43 |

| N5 | D61 | G43 |

| N5 | D61 | G43 |

| N5 | D61 | G43 |

| N5 | D61 | G43 |

| N5 | D61 | G43 |

| N5 | D61 | G43 |

| N5 | D61 | G43 |

| N5 | D61 | G43 |

| N5 | D61 | G43 |

| N5 | D61 | G43 |

| N5 | D61 | G43 |

| N5 | D61 | G43 |

| N5 | D61 | G43 |

| N5 | D61 | G43 |